# CodeCombat
《CodeCombat》（又译作）是一个学习程序设计概念和编程语言的教育电子游戏。学生学习输入JavaScript、Python、HTML和CoffeeScript等编码语言，并学习计算机科学的基础知识。CodeCombat有10个单元——2个游戏开发单元、2个web开发单元和6个计算机科学单元。第一单元，计算机科学1，对所有学生和教师免费。CodeCombat还被美国大学理事会认可为AP计算机科学原理课程和专业发展的提供者。
CodeCombat直接与学校和地区合作，并为自定进度的学习者提供每月付费订阅，让他们可以访问额外的游戏内容。 为了提高游戏的水平，玩家必须通过编写代码来证明自己的知识。它包括单人和多人部分，非常适合4-12年级的学生。 该游戏受到PC Magazine的积极评价，荣获2017年SIIA CODiE学生最佳创意工具奖，并被《常识教育》评为最佳学习工具。
2014年1月，CodeCombat将其软件开源，并发布了一个关卡编辑器，以便用户可以创建自己的游戏内容。 2019年8月，CodeCombat发布了最新游戏Ozaria。

## 公司
CodeCombat由George Saines、Scott Erickson、Matt Lott和Nick Winter于2013年2月创建，他们之前开发过Skritter语言学习应用程序。 该公司总部位于加州旧金山，为学校和学习者制作了两款编程游戏Ozaria和CodeCombat。2014年，该公司从Y Combinator、Andreessen Horowitz和Allen & Company等公司获得了200万美元的种子期融资。 2019年，该公司获得了600万美元的A系列融资，由Hone Capital牵头。 该公司于2018年4月18日宣布与中国互联网公司网易建立合作关系。公司现有员工29人。